# Slavek I. Hrabišic
Slavek I. z Hrabišic zv. Veliký (německy Slauko der Grosse, před 1173–1226) byl přední český šlechtic z rodu Hrabišiců a zakladatel oseckého kláštera. Mezi lety 1197 a 1202 působil jako nejvyšší komorník. V roce 1207 se připomíná jako bílinský kastelán. V roce 1211 se navrátil do funkce komorníka, kterou zastával až do své smrti. Byl blízkým spolupracovníkem krále Přemysla Otakara I.

## Život

### Ve stínu staršího bratra

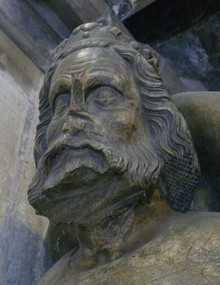
Detail náhrobku Přemysla Otakara I. od Petra Parléře

Narodil se před rokem 1173. Přesné datum jeho narození není známé. Neví se ani to, kdo byl jeho otcem. V úvahu připadají Všebor III. de Vinarec, Kojata III. Hrabišic nebo Hrabiše II. Hrabišic, který ale dost dobře mohl být totožný také se Slavkovým starším bratrem Hrabišem III. Hrabišicem. Dalším Slavkovým bratrem byl Boreš I. Hrabišic.
Prameny Slavka po boku jeho bratra Boreše a Hrabiše, který tehdy působil ve funkci nejvyššího komorníka, poprvé připomínají v roce 1188 v družině českého knížete Bedřicha. Knížecí dvůr však po Bedřichově smrti a nástupu Konráda II. Oty na trůn musel opustit. Spolu s bratry se na něj vrátil až když Přemysl Otakar I. sesadil Konrádova nástupce Václava II. a stal se českým knížetem. Tehdy Hrabiše opět nastoupil do funkce nejvyššího komorníka. Jejich pobyt na knížecím dvoře je doložen k roku 1192. Slavek s bratry se na něm zůstal i poté, co se vlády zmocnil pražský biskup Jindřich Břetislav a Přemysla Otakara donutil odejít do vyhnanství. I přesto si Hrabišici své přátelské vztahy s Přemyslem Otakarem udrželi. Následně se Slavek připomíná na falzu hlásícím se k roku 1194. S Hrabišem je zde uveden jako „comes“, což znamená, že působil jako hradský správce neznámého hradu. Znovu se Slavek v pramenech objevuje na listině vydané mezi lety 1196 a 1197 a v roce 1197 na dvou listinách. Toho roku na český stolec také nastoupil staronový kníže Přemysl Otakar I. a Slavek se zařadil mezi jeho nejvýznamnější důvěrníky. Tehdy rovněž zemřel Hrabiše III. a Slavek po něm převzal místo hlavy rodu i úřad nejvyššího komorníka.

### Na vrcholu
Na postu nejvyššího komorníka se Slavek poprvé představil v roce 1198. Následně v tomto úřadu vystoupil na falzu hlásícím se do roku 1199 a poté na dvou pravých listinách z roku 1201. Poté ho v této funkci vystřídal Černín z rozrodu Drslaviců, a to nejpozději v roce 1202. Odvolání z úřadu komorníka však Slavkově postavení nijak neuškodilo, což jednoznačně dokazuje to, že na listině v roce 1204 se jeho jméno ve svědečné řadě objevilo před Černínovým. Roku 1207 se Slavek na jednom falzu také připomíná jako bílinský kastelán. V roce 1211 je dokonce uveden s přívlastkem „veliký“, což dobře svědčí o jeho vlivu a významu. Téhož roku se Slavek navíc opět navrátil do úřadu nejvyššího komorníka. Komorník Černín byl totiž vypuzen z Čech. Mezi lety 1215 a 1222 Slavek českému králi věrně sloužil v jeho konfliktu s pražským biskupem Ondřejem. Dokonce byl jmenován i jedním ze šesti arbitrů, kteří měli vyjednat mezi oběma stranami kompromis.

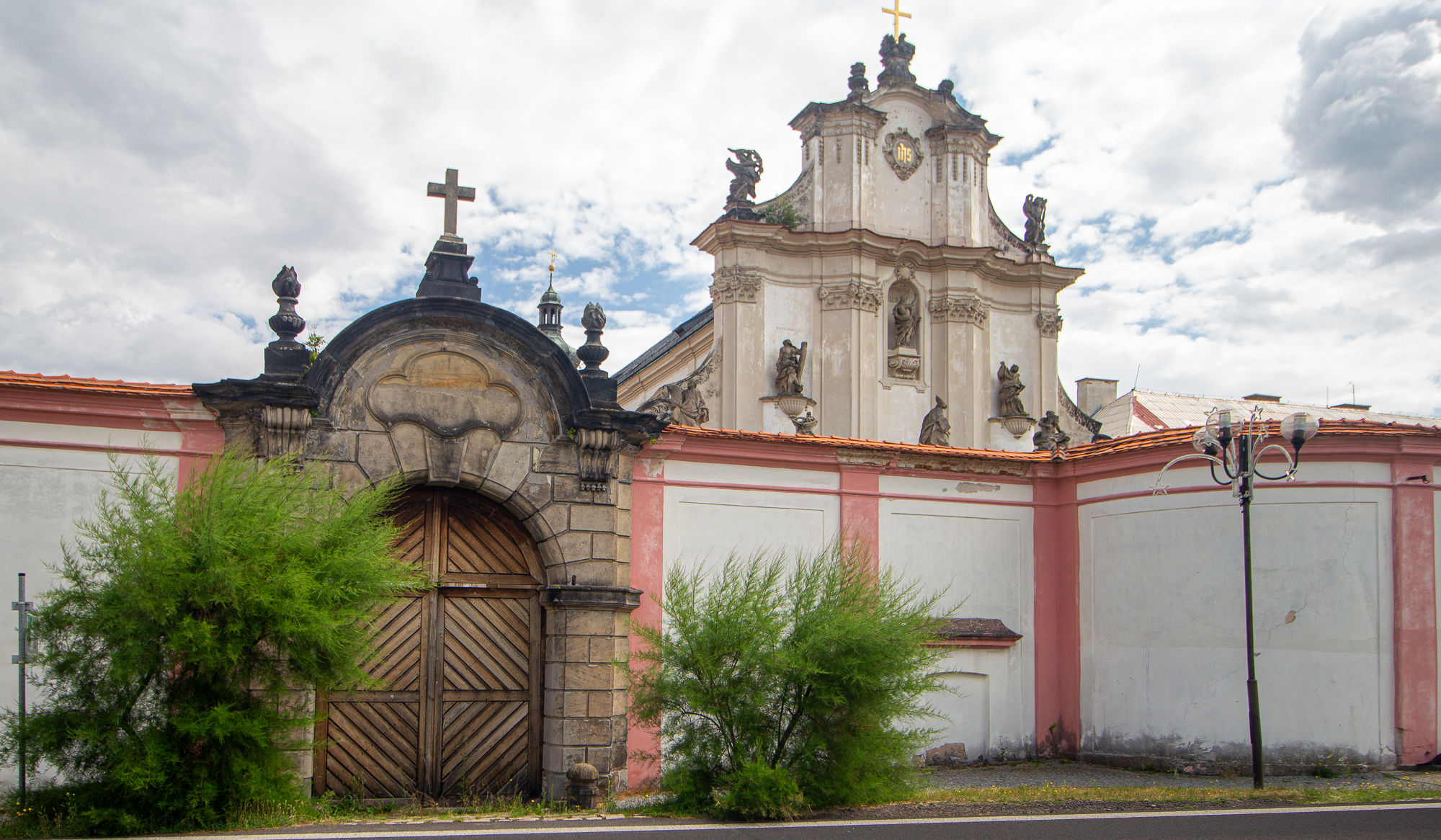
Osecký klášter

Roku 1199 ze Slavkovi iniciativy přesídlili do jeho města Oseku cisterciáčtí mniši z mašťovského kláštera, které do Maštova neúspěšně pozval velmož Milhost z bavorského kláštera Valdsasy. O sedm let později zde Slavek pro ně začal budovat rodový osecký klášter. V Oseku cisterciáci nejprve získali kostel svatého Petra a Pavla, v němž Slavek založil hrabišickou rodovou nekropoli, do které pohřbil své předky a zesnulé příbuzné. V roce 1209 novou klášterní fundaci navštívil biskup Daniel II. Papež Honorius III. Slavkovi a jeho fundaci projevil velkou přízeň, a to tak že oseckému klášteru daroval relikvie svatých Kosmy, Šebestiána, Fabiána, Cypriána a blahoslavené Petronily. Ty se do konventního chrámu uložili v roce 1221. Papež Honorius zároveň věnoval odpustky všem, kdož klášterní kostel navštíví v den svěcení nebo v jiných výročních dnech. Slavek oseckému klášteru velkoryse daroval rozsáhlé statky – samotný Osek, Domaslavice, Hrdlovku, Dubany, jedno popluží z Odolic, obilný desátek z Břežánky, desátky ze sýra, vína i obilí v Bečově. Své fundaci Slavek nadále věnoval vesnici Schönfeld, dvě lány ve vsi Friedebach a desátky z výnosů cla a rychty v Zavidově. Možná osecký konvent obdařil i Hošnicemi, obilným desátkem v Lipticích, vinným desátkem v Mirošovicích, vesnicí Počerady, Charvatce, Mnichov, Lažany a Vysočany. Donátorem kláštera byli i Slavkovi příbuzní – bratr Boreš I. a synovci Kojata IV. a Všebor IV.
Roku 1205 Slavka za jeho věrné služby odměnil král Přemysl Otakar I. vsí Týnčany, jež Hrabišic v roce 1207 s milevským klášterem směnil za vsi Černochov, Třískolupy a Kralupy, při čemž ještě doplatil 40 hřiven stříbra. Podobně Slavek s doksanským klášterem směnil Vrbičany a Zakšov za Ledvice. Po roce 1219 se Slavek postupně přestával objevovat na královském dvoře, na němž ho nahradil jeho syn Bohuslav I. I přesto však Slavek stále zastával místo nejvyššího komorníka. Naposledy ho prameny zmiňují v roce 1226. Poté, patrně ještě téhož roku, věku okolo 60 let zemřel. Zanechal po sobě zmíněného syna Bohuslava I. a Hrabiše V.

## Potomci
1. manželství ∞ neznámá manželka
- Hrabiše V. Hrabišic († po 1203)
- Bohuslav I. Hrabišic († 1241)
- Neznámá dcera ∞ Jaroš